# Thoralf Skolem
Thoralf Skolem (noruec bokmål: Thoralf Albert Skolem)  (Sandsvær, 23 de maig de 1887 - Oslo, 23 de març de 1963) fou un matemàtic noruec conegut pels seus treballs en teoria de conjunts i lògica matemàtica.

## Vida
Tot i que el pare de Skolem, Even Skolem, era professor d'escola primària, pertanyia a una família pagès. Va anar a l'escola secundària a Kristiania (actualment Oslo) i el 1905 va entrar a la universitat d'aquesta ciutat per estudiar matemàtiques i física. El 1909 va ser nomenat assistent del professor de física Kristian Birkeland, i els seus primers articles publicats seran de física. El 1914 va acompanyar Birkeland en una expedició a l'Egipte i el Sudan per observar i estudiar la llum zodiacal.
L'hivern de 1915-16 va estar estudiant a la universitat de Göttingen on va experimentar les penúries de la primera Guerra Mundial. El 1918 va ser nomenat professor de matemàtiques de la Universitat d'Oslo. Entre 1930 i 1938 va ser investigador al Institut Christian Michelsen de Bergen, càrrec que li donava molta llibertat però el mantenia allunyat dels centres matemàtics.
El 1938 va tornar com a professor de matemàtiques a la universitat d'Oslo de la que es va retirar el 1957. Va ser durant molts anys president de l'Associació Matemàtica Noruega i editor de diverses revistes matemàtiques escandinaves.
Quan va morir el 1963, amb 76 anys, no s'ho esperava ningú perquè havia continuat mantenint un ritme de recerca important i inclús tenia concertades una sèrie de conferències als Estats Units.

## Obra
Skolem va publicar més de 170 articles, els més coneguts dels quals són:
- 1920, Logisch-Kombinatorische ..., en el que demostra el avui conegut com a teorema de Löwenheim-Skolem, que estableix que si un predicat de primer ordre té un model, aleshores té un model numerable.[4] Com a subproducte d'aquesta demostració obté la forma normal de Skolem, punt d'inici de la teoria de models.[5]

- 1922, Einige Bemerkungen zur axiomatischen Begründung der Mengenlehre, on va fer aportacions decisives a la teoria de conjunts i a la seva axiomàtica ZFC. I també, estableix la coneguda paradoxa de Skolem: si ZFC és consistent, aleshores admet un model numerable.

- 1923, Begründung der elementären Arithmetik, on introdueix l'ús de les funcions recursives primitives expressant els seus dubtes sobre la completa axiomatització de l'aritmètica elemental.[6]

- 1933, Uber die Unmöglichkeit einer Charakterisierung der Zahlenreihe mittels eines endlichen Axiomensystems, en el que s'introdueix en els model no estàndard de l'aritmètica.[7]